# أم المرادم
أم المرادم، جزيرة كويتية صغيرة بيضاوية الشكل منخفضة، تقع في أقصى الطرف الجنوبي للحدود البحرية الكويتية مع المملكة العربية السعودية، طولها كيلو متر ونصف، وعرضها 540 مترا وشواطئها عميقة المياه لدرجة أن السفن الكبيرة تستطيع أن تلاصق الشاطئ دونما خطر. تبلغ المسافة بينها وبين رأس الأرض 15 ميلا، والمسافة بينها ومنطقة الجليعة 21 ميلا، والمسافة بينها وبين رأس الزور 13 ميلا.
توجد عند سواحلها الشمالية والشمالية الشرقية صخور كبيرة.

## التسمية
اختلف في أصل تسمية الجزيرة، فقيل بسبب الصخور الكبيرة التي تتواجد في بعض سواحلها، حيث يسمي الكويتيون الصخرة الكبيرة مردم والجمع مرادم، فأم المرادم تعني أم الصخور. وهناك قول آخر وهو أنه من ضمن طيور الربيع التي تقصدها بكثيرة طائر يسمى المردم، ولكثرة أعداده فيها أطلق عليها أم المرادم.

## الغوص على اللؤلؤ
اشتهرت هذه الجزيرة منذ القدم بوجود اللآلئ، فقد كانت سفن الغوص تتجه نحو سواحلها وبحرها للبحث عن المحار، وقد عثرت إحدى سفن الغوص في عام 1943 على اللؤلؤ فيها بكمية كبيرة، وكانت سفن الغوص تذهب في الصباح إلى المغاصات وترجع إلى الجزيرة في المساء لترسو عندها، وكان تجار اللؤلؤ يترددون على الجزيرة لعقد الصفقات وبيع وشراء اللؤلؤ.

## الحياة الفطرية
وتشتهر الجزيرة بكثرة طيور البحر التي تعيش على أرضها، وكذلك الطيور البرية التي تتواجد في بعض فصول السنة، ومن أكثر هذه الطيور وأشهرها طائر النورس وطائر البشروش، إضافة إلى أنواع عديدة من النباتات البرية النادرة، كما تكسو أرضها النباتات البرية الجميلة خلال موسم الربيع، وتظهر فوق رمالها بعض الزواحف والسحالي الأرضية، وبعض الحشرات البيئية، كما أن بعض الجزر تربتها صالحة للزراعة.

## التنقيب عن النفط
في سبتمبر 1949 حصلت شركة أمين أويل الأمريكية على امتياز التنقيب على النفط من حكومة الكويت، وقد منحت حكومة الكويت امتياز التنقيب عن النفط في عام 1958 لشركة الزيت العربية اليابانية المحدودة حق التنقيب عن النفط ومشتقاته في البحر ومن ضمنه جزيرة أم المرادم.

## الغزو العراقي
احتلتها القوات العراقية وقامت بالتغيير من طبيعة الجزيرة بعد أن تمركزت فيها وحفرت فيها الخنادق وأقامت الأسلاك حولها، وفي 28 يناير 1991 استسلمت القوة العراقية التي كان عددها 30 جندي الموجودة على أرض الجزيرة إلى قوات التحالف، وقد قاموا بكتابة رسالة الاستسلام على صخور الجزيرة، وكانت الجزيرة لم تتلق إمدادات لمدة أسبوعين، وهي ثاني جزيرة يتم تحريرها.